# Dragon Quest: The Adventure of Dai
Dragon Quest: The Adventure of Dai (DRAGON QUEST -ダイの大冒険-?, Doragon Kuesuto: Dai no Daibōken, lett. "Dragon Quest: La grande avventura di Dai") è un manga shōnen di genere fantasy, ispirato alla celebre serie videoludica Dragon Quest e ambientato nello stesso universo narrativo. L'opera è scritta da Riku Sanjo e illustrata da Kōji Inada, entrambi appartenenti al Bird Studio fondato da Akira Toriyama, il quale ha contribuito in misura minore al progetto, principalmente nella creazione dei mostri. In Italia, il manga è stato pubblicato da Star Comics a partire dal 1997 con il titolo Dai - La grande avventura. Una nuova edizione, pubblicata dal 2021, adotta un adattamento parzialmente ispirato alla localizzazione occidentale dei videogiochi, in particolare per quanto riguarda i nomi di mostri e magie.
Dal manga sono stati tratti due anime: il primo, prodotto nel 1991, copre solo una parte iniziale della storia. Il secondo, realizzato nel 2020 in occasione del trentesimo anniversario dell'opera, è composto da cento episodi e ripercorre fedelmente l’intera narrazione. Sono stati inoltre realizzati tre film d'animazione ispirati alla serie, rimasti inediti in Italia.
Dragon Quest: The Adventure of Dai, insieme a Dragon Quest: Yūsha Abel densetsu — con cui condivide diversi elementi tematici e narrativi — rappresenta uno dei primi adattamenti animati del franchise Dragon Quest.

## Trama
Dai è un ragazzo di dodici anni, unico essere umano residente su un'isola abitata esclusivamente da mostri. Il suo sogno è diventare un valoroso guerriero. In particolari circostanze emotive, è in grado di manifestare un potere straordinario.La rinascita del demone Hadler e l'incontro con Avan, un eroe leggendario che si offre di addestrarlo, segnano l’inizio del suo percorso. Ha così inizio la grande avventura di Dai: un viaggio che lo condurrà ad affrontare nemici potenti e a stringere forti legami con fedeli compagni.

## Ambientazione

Mappa del mondo di Dai - La grande avventura tratta dalla serie anime del 2020

### I Cavalieri del Drago puri
In un'epoca remota, draghi, mostri e uomini si contendevano il dominio della Terra in una lunga serie di conflitti. Per ristabilire l’equilibrio tra le razze, le rispettive divinità crearono un essere dotato della forza combattiva dei draghi, della potenza magica dei demoni e della sensibilità del cuore umano: il primo Cavaliere del Drago. La sua missione è quella di intervenire contro chiunque tenti di soggiogare una o più di queste tre razze, al fine di preservare l’equilibrio tra esse.
Il Cavaliere del Drago nasce dal Drago Sacra Madre, una creatura dalla natura più spirituale che materiale. Raggiunta l’età adulta, egli è guidato da un richiamo istintivo verso il Tempio del Drago, situato sul fondo del lago del regno di Teran. Lì, una sfera magica contenente lo spirito custode della memoria dei Cavalieri del Drago gli rivela la propria origine e il proprio compito.
I poteri dei Cavalieri del Drago risiedono nello Stemma del Drago, un simbolo che portano sulla fronte sin dalla nascita. Solo al raggiungimento della maturità essi sono in grado di attivarlo e disattivarlo a volontà. Quando lo stemma si illumina, il cavaliere viene avvolto da un’aura che accresce in modo significativo le sue capacità, rendendolo quasi invincibile. Questa abilità, nota come aura del drago (draconic aura in originale), potenzia sensibilmente sia la forza fisica che quella magica del guerriero.
Il Cavaliere del Drago necessita di un'arma forgiata in oricalco, l’unico metallo in grado di contenere e sostenere la potenza emanata dallo stemma del drago. Inoltre, il Cavaliere è in grado di assumere una forma evoluta chiamata Dragonoide (Ryumajin in originale, letteralmente "drago, demone, uomo"), che gli consente di liberare appieno la forza conferita dallo stemma.
Al termine della sua esistenza terrena, il Cavaliere del Drago viene accolto dal Drago Sacra Madre, disceso sulla Terra per questo scopo. Il Sacro Drago trasferisce lo stemma del drago al nuovo cavaliere che porta già in grembo. Questo simbolo non contiene soltanto i poteri del predecessore, ma anche le sue esperienze e conoscenze, note come "gene della guerra", che si sommano a quelle di tutti i cavalieri delle generazioni passate. Tale meccanismo assicura che ogni nuovo Cavaliere del Drago nasca più forte del precedente. Completato il passaggio dello stemma, il Drago Sacra Madre riaccoglie il proprio figlio, conducendone corpo e spirito nel mondo celeste.

### Il Cavaliere del Drago sangue misto Dai
Dai è un individuo di sangue misto, nato dall’unione tra Baran, il “vero” Cavaliere del Drago, e Soala, una principessa umana del regno ormai scomparso di Alkeed. Alla nascita, Dai ha ereditato un emblema del drago proprio, distinto da quello trasmesso tradizionalmente dai Cavalieri del Drago. Questo potere si manifesta per la prima volta quando la principessa Leona viene ferita da uno scorpione demoniaco. Inizialmente, l’emblema appare spontaneamente nei momenti di pericolo, in particolare in concomitanza con forti emozioni come la rabbia o la tristezza. Con il tempo, e grazie all’esperienza maturata in battaglia, Dai sviluppa la capacità di attivarlo volontariamente, raggiungendo tale padronanza con una rapidità eccezionale rispetto ai Cavalieri del Drago ordinari, che ne acquisiscono il controllo solo in età adulta.
Rispetto ai Cavalieri del Drago “puri”, Dai sviluppa una capacità del tutto straordinaria e unica: in un momento di estremo sforzo, riesce a trasferire l’emblema del drago dalla fronte al dorso della mano destra. Questo avviene per sfuggire alle onde mentali generate da Baran, che tentava di cancellargli la memoria per la seconda volta. Lo spostamento avviene in modo istintivo, senza una decisione consapevole né una scelta razionale del nuovo punto di attivazione.Una volta trasferito sul pugno, l’emblema potenzia ulteriormente la forza offensiva di Dai, permettendogli di superare persino l’aura del drago di Baran. Tuttavia, questo aumento di potenza comporta un consumo energetico più elevato, esaurendo le risorse del protagonista in modo significativamente più rapido rispetto all'attivazione tradizionale sulla fronte.
Un’ulteriore differenza significativa tra Dai e i Cavalieri del Drago tradizionali risiede nell’origine del suo emblema: non possedendo il cosiddetto "Gene della Guerra", Dai risulta inizialmente privo delle esperienze e delle conoscenze accumulate dai suoi predecessori. Questo perché il suo emblema non gli è stato trasmesso da un cavaliere morente, ma è nato con lui, rendendolo un Cavaliere del Drago "incompleto" sotto il profilo dell’eredità spirituale e tecnica.
Tale condizione muta radicalmente quando, in punto di morte, Baran gli trasferisce il proprio emblema. Il gesto, probabilmente compiuto in modo inconscio, richiama il meccanismo con cui il Drago Sacra Madre trasmette lo stemma al nascituro. A seguito di questo passaggio, Dai ottiene due emblemi, uno su ciascun pugno, denominati Sōryūmon (双竜紋? lett. "emblemi gemelli del drago"). Questo conferisce al protagonista un potere sensibilmente superiore e, soprattutto, attiva il Gene della Guerra, garantendogli accesso alla memoria e alle abilità dei precedenti Cavalieri del Drago. Grazie a questo risveglio, Dai acquisisce anche la capacità di utilizzare la Doraura (la tecnica più potente dei Cavalieri del Drago) senza dover assumere la forma di Dragonoide, trasformazione a lui preclusa per via della sua natura ibrida.
Nel confronto finale con Vearn, Dai riesce infine a unificare i due emblemi gemelli in un unico simbolo sulla fronte. In precedenza, egli riteneva che l’emblema sinistro gli garantisse solo una porzione limitata del potere totale. La fusione avviene nel momento in cui riesce a sfruttare appieno anche quell’emblema, generando così un segno simile a quello del Dragonoide, ma senza le drastiche alterazioni fisiche, sebbene accompagnato da un notevole incremento della potenza complessiva.

### Scuola di Avan
I principi fondamentali della scuola di Avan si basano su tre elementi: Terra (arti marziali), Mare (magia) e Cielo (spirito). Questi tre concetti costituiscono l'ossatura teorica del metodo di insegnamento di Avan e danno il nome ai capitoli del manuale in cui ha raccolto integralmente il proprio sapere.
Nel corso della sua battaglia contro Satana Hadler, Avan sviluppò una personale tecnica di combattimento articolata sull'uso di sei diverse armi: Spada, Lancia, Ascia, Frusta, Artigli e Arco. Sebbene nella serie vengano mostrate solo le tecniche relative alla spada e alla lancia, i principi fondamentali alla base di ciascuna disciplina restano invariati. Ciascuna arma mira infatti alla distruzione simbolica di Terra, Mare e Cielo, un processo che culmina nell’esecuzione dell’Avan Strash, un colpo finale di straordinaria potenza, concepito per infrangere ogni tipo di difesa.

#### Tecnica di spada della Scuola di Avan
La Tecnica di spada della Scuola di Avan (アバン流刀殺法?, Aban Ryū Tōsappō) costituisce la disciplina marziale più frequentemente impiegata nel corso della serie. Oltre che dal maestro Avan, è adottata regolarmente da Dai e, in una fase iniziale, anche da Hyunckel, il quale successivamente abbandonerà la tecnica con la spada in favore dell’utilizzo della Lancia Demoniaca.
La tecnica è articolata in tre fasi fondamentali, ciascuna legata a uno degli elementi portanti della dottrina di Avan. Le prime due sono:
- Fendente della Terra (大地斬?, Daichi-zan): questa tecnica consente di colpire e tagliare materiali solidi con un singolo e potente fendente. Basata sulla forza fisica, richiede tuttavia anche fluidità e naturalezza nei movimenti per essere eseguita correttamente.
- Fendente dell’Onda (海波斬?, Kaiha-zan): a differenza della precedente, questa tecnica è concepita per colpire tutto ciò che non è solido. Viene realizzata generando, con un rapidissimo movimento della spada, un’onda d’urto sotto forma di vuoto d’aria tagliente. È particolarmente efficace nel contrastare attacchi magici e nel colpire nemici a distanza, sebbene non sia adatta al combattimento ravvicinato.
- Fendente dell'aria (空裂斬?, Kuretsu-zan): Questa è la tecnica più complessa delle tre, in quanto richiede l'uso della propria energia combattiva. Il Fendente dell'aria è particolarmente utile contro nemici incorporei o privi di punti vitali (come spettri, zombie e masse di energia). La tecnica si basa sulla concentrazione dell'aura del guerriero nella spada, che viene poi proiettata come un raggio, indirizzando la lama verso il nemico. Per eseguire correttamente il colpo, il guerriero deve sviluppare una sensibilità tale da percepire l'aura tenebrosa del nemico, individuando i suoi punti di concentrazione. Successivamente, l'energia luminosa del guerriero viene incanalata nella spada per neutralizzare la minaccia. Poiché solo un guerriero con un forte senso di giustizia può utilizzare questa tecnica, l'aura luminosa è l'unica in grado di dissolvere un'aura tenebrosa. Oltre a Avan, l'unico in grado di eseguire questa tecnica è Dai.
- Avan Strash (アバンストラッシュ?, Aban Sutorashu): Questo colpo è in grado di tagliare qualsiasi cosa. La sua potenza deriva dall'unione della forza, della velocità e dell'energia delle tecniche precedenti. Esistono tre varianti di Avan Strash:
  - Arrow (アバンストラッシュＡ (アロー)?, Aban Sutorasyu Arou): L'esecuzione si svolge brandendo la spada con la lama verso il basso e portandola dietro la schiena e concentrarvi le proprie energie e poi di scatto portarla in avanti scagliando una velocissima lama di energia che può tagliare qualunque cosa. È l'ideale per tenere a bada nemici particolarmente ostici e saggiarne le abilità però è facilmente evitabile inoltre maggiore è la distanza minore è la potenza distruttiva.
  - Break (アバンストラッシュＢ (ブレイク)?, Aban Sutorasyu Bureku): Preparazione come la precedente con la differenza che ci si scaglia contro l'avversario e il colpo lo si sferra a diretto contatto; l'impatto è mortale. È l'ideale per terminare uno scontro in quanto la potenza distruttiva è superiore alla versione "Arrow", ma nel momento in cui ci si avvicina all'avversario si è completamente scoperti e si rischia di ricevere un danno fatale se si manca il bersaglio senza contare che consuma molta energia.
  - Cross (アバンストラッシュＸ (クロス)?, Aban Sutorasyu Curosu): Variante ideata da Dai che unisce i lati migliori delle altre due versioni. Prima si lancia un "Arrow" e successivamente si scaglia un "Break". Quanto il "Break" raggiunge l'"Arrow" intersecandosi con esso si crea una potenza pari a 5 volte quella di un normale Strash. Solo Dai ha le doti necessarie affinché il cross possa essere effettuato con il giusto tempismo e centri il punto vitale esatto. Questa tecnica è estremamente complessa e il più piccolo errore può portarla al completo fallimento. È la tecnica con cui Dai per poco non uccide Hadler.

## Personaggi
Dai (ダイ? Tom nell'edizione italiana dell'anime del 1991)
Doppiato da: Toshiko Fujita (serie 1991), Atsumi Tanezaki (serie 2020) (ed. giapponese), Patrizio Prata (serie 1991) (ed. italiana)
È figlio del leggendario Cavaliere del Drago Baran e della principessa Soala di Alkeed. Per via di eventi tragici è divenuto un orfano ed è stato trovato da un mostro di nome Brass, che lui chiamerà nonno, e vive con lui in armonia insieme a tanti mostri pacifici su un'isola in mezzo all'oceano popolata solo da mostri e a cui gli esseri umani, per paura verso gli stessi, non si avvicinano mai. Quando inizia la guerra tra l'umanità e l'esercito del Grande Satana decide di diventare un prode guerriero in difesa della pace del mondo e viene quindi addestrato, insieme al mago fifone Popp, da un grande maestro, istruttore di prodi per professione, Avan the Genial III.
Popp (ポップ?, Poppu, Pop nella prima edizione italiana del manga e Daniel nell'edizione italiana dell'anime del 1991)
Doppiato da: Keiichi Nanba (serie 1991), Toshiyuki Toyonaga (serie 2020) (ed. giapponese), Ivo De Palma (serie 1991) (ed. italiana)
Allievo di Avan e migliore amico di Dai, è un mago. Inizialmente molto debole e, soprattutto, parecchio codardo. Migliora nel suo viaggio con Dai, quando affronta Crocodyne, con Dai privo di sensi, per la prima volta tira fuori il suo coraggio e riesce a usare tutta la sua forza per salvare il nonno Brass invece di scappare e si dichiara pronto a morire per proteggere Dai.
Avan the Genial III (アバン?, Aban, Aban nella prima edizione italiana del manga)
Doppiato da: Hideyuki Tanaka (serie 1991), Takahiro Sakurai (serie 2020) (ed. giapponese), Claudio Moneta (serie 1991) (ed. italiana)
Originario del regno di Carl, discende da una famiglia di geniali studiosi. Fin da ragazzo celava le sue reali capacità nascondendosi dietro dei buffi occhiali e un atteggiamento mollaccione, solo l'allora principessa Flora era a conoscenza del suo reale talento come guerriero. Insieme a Roka, Leya, Matoriv e Brokeena formerà la squadra che combatterà l'esercito demoniaco di Hadler.
Baran (バラン? Baron nell'edizione italiana dell'anime del 1991)
Doppiato da: Unshō Ishizuka (serie 1991) (ed. giapponese), Marco Balzarotti (serie 1991) (ed. italiana)
Il leggendario Cavaliere del Drago. Da giovane adulto, più o meno quando Hadler combatté Avan, dovette affrontare il potentissimo re drago degli abissi conosciuto con il nome di Velzar, che Baran riuscì a vincere (non a distruggerlo però, il suo spirito fu imprigionato nella pietra dalle fate del mondo celeste). Dopo il combattimento, Baran era esausto, venne aiutato e curato da una donna, la principessa Soala di Alkeed. I due si innamorano e diedero alla luce un figlio, Dino, ma il padre di Soala, il re, pensò, come tanti altri, che Baran essendo una creatura potentissima, per di più non umana, ma un cavaliere del drago, fosse un mostro pericoloso e che Dino fosse soltanto un abominio e che entrambi avrebbero dovuto morire.
Hadler (ハドラー?, Hadorā, Satana Hadler nella prima edizione italiana del manga e Haddler nell'edizione italiana dell'anime del 1991)
Doppiato da: Takeshi Aono (serie 1991) (ed. giapponese), Mario Zucca (serie 1991) (ed. italiana)
Quindici anni prima era il capo supremo dell'esercito del male e venne sconfitto da Avan, salvato però dai poteri del re delle tenebre Vearn, che gli concesse un nuovo corpo più giovane e forte di prima, nominandolo comandante dell'esercito del male. Hadler come prima cosa va da Avan per lavare l'onta subita in passato e vince nonostante il sacrificio del grande maestro.

## Media

### Manga
Il manga è stato originariamente pubblicato da Shūeisha sulla rivista Weekly Shōnen Jump dal 1989 al 1996 arrivando a un totale di 349 capitoli, che dal marzo del 1990 al giugno del 1997 sono stati raccolti in 37 volumi tankōbon. È stato poi pubblicato anche in molti altri paesi, tra cui Francia, Messico e Italia, arrivando a ottenere un buon successo internazionale.
Originariamente fu creata solo una storia breve in due capitoli intitolata Derupa! Iruiru! (non ha traduzione, si tratta di parole magiche pronunciate dai personaggi nella storia) (parte 1 e parte 2), ma poiché ebbe successo venne creato anche un seguito di tre episodi intitolato Dai bakuhatsu! (lett. "Esplode Dai!") (parte 1, parte 2 e parte 3), e poiché anch'esso ebbe successo si decise di proseguire e creare una serie lunga intitolandola Dai no daibōken (lett. "La grande avventura di Dai") di cui questi cinque divennero i primi capitoli che fanno da prologo alla storia.
In Italia è stato pubblicato da Star Comics dal novembre del 1997 all'aprile del 2002 in una testata appositamente creata chiamata Dragon. Inizialmente fu pubblicato in volumi dal formato più piccolo di quello degli originali e poi, a partire dal numero 48 (ottobre 2001), che è il più voluminoso e comprende parte del numero 30 dell'edizione originale più tutto il 31, viene equiparato all'originale, cosicché il numero 49 dell'edizione italiana corrispondesse esattamente al numero 32 dell'edizione giapponese, il 50 al 33, e così via fino all'ultimo, il 54º, corrispondente al 37º. In seguito sono stati pubblicati anche altri sette volumi, cioè i primi della ristampa che corrispondono esattamente agli originali, ma a causa delle scarse vendite questa pubblicazione è stata interrotta e mai più ripresa lasciando la nuova raccolta incompleta.
A fine maggio del 2020 è stato annunciato che un manga prequel intitolato Dragon Quest: Dai no daibōken - Yūsha Aban to goku-en no maō (ドラゴンクエスト ダイの大冒険 勇者アバンと獄炎の魔王?) e disegnato da Yūsaku Shibata che viene serializzato dal 21 ottobre 2020 sulla rivista V Jump di Shūeisha. La serie segue le avventure di Aban prima del suo incontro con Dai e i suoi compagni.
A settembre del 2020 viene annunciato dal mangaka Yoshikazu Amami che si sarebbe occupato di un manga spin-off intitolato Dai no daibōken Cross Blade, il quale viene serializzato dal 1º ottobre 2020 su Saikyō Jump sempre di Shūeisha.
Ad aprile 2021 è stata annunciata da Star Comics una nuova edizione del manga originale, la quale si intitola Dragon Quest - The Adventure of Dai, presenterà un totale di 25 volumi e viene pubblicata dal 17 novembre 2021.

### Anime

#### Serie 1991
L'anime tratto dalla serie conta 46 episodi e fu trasmesso per la prima volta in Giappone dalla Tokyo Broadcasting System (TBS) dal 17 ottobre 1991 al 24 settembre 1992. Esso narra le stesse vicende del manga, pur aggiungendoci qualche filler, ma solo fino a un punto della storia equivalente a circa la metà del decimo tankōbon all'epoca ancora in corso di pubblicazione. La storia dell'anime infatti si conclude con il protagonista che riesce a opporsi all'attacco mentale di Baran e a reagire, e quest'ultimo che fugge con l'intenzione di tornare presto all'attacco, mentre la squadra di prodi, felice per la vittoria, è unita più che mai e sicura di sé in vista delle sfide future. In realtà nel manga Baran invece riesce a cancellare i ricordi di Dai, che infatti perde la memoria, e poi, avendo esaurito le energie, preferisce ritirarsi momentaneamente per recuperare le forze e poi tornare a riprenderlo sicuro di averlo ormai reso inoffensivo. La storia quindi prosegue con un nuovo scontro con Baran, durante il quale Dai recupererà i ricordi, e va avanti fino alla sconfitta totale dell'esercito demoniaco.
In Italia è stato trasmesso prima da Junior TV con le sigle originali e con alcune censure dal gennaio 1998 con il titolo Dragon Quest e poi da Italia 1 con una sigla italiana, censure maggiori e con il titolo I cavalieri del drago dal 21 maggio 2002, e poi da Italia Teen Television dal 1º ottobre 2003 con le repliche di quanto andato in onda su Italia 1.
Le sigle originali sono Yūsha yo isoge!! (勇者よ急げ!!? lett. "Sbrigati eroe!!") in apertura e Kono michi waga tabi (My Road, My Journey) (この道わが旅（My Road, My Journey)? lett. "Questa strada è il mio viaggio (La mia strada, il mio viaggio)") in chiusura; entrambe cantate da Jirō Dan.
Nella versione italiana, su Junior TV furono utilizzate le sigle giapponesi, mentre su Italia 1 e Italia Teen Television venne impiegata la sigla I cavalieri del drago, con musica di Max Longhi, testo di Alessandra Valeri Manera e cantata da Giorgio Vanni.

#### Serie 2020
Al Jump Festa 2020 è stata annunciata la produzione di una nuova serie anime, prevista per l'ottobre 2020. Questo nuovo adattamento coprirà tutto il manga. La serie, intitolata Dragon Quest: L'avventura di Dai (Dragon Quest: The Adventure of Dai), è stata trasmessa su TV Tokyo e altre reti affiliate dal 3 ottobre 2020 al 22 ottobre 2022. In Italia la serie è stata pubblicata su Crunchyroll in versione sottotitolata.
Le sigle di apertura sono Ikiru o suru (生きるをする? lett. "Vivere") cantata dai Macaroni Enpitsu (ep. 1-50) e Bravest di Taichi Mukai (ep. 51+) mentre quelle di chiusura sono mother (lett. "madre") sempre dei Macaroni Enpitsu (ep. 1-25), Akashi (アカシ?) interpretata dai XIIX (ep. 26-50), Namae (名前? lett. "Nome") degli Humbreaders (ep. 51-74) e Tobu tori wa (飛ぶ鳥は? lett. "L'uccello volante") degli Mitei no Hanashi (ep. 75+).

### Film
Sono stati prodotti anche tre film d'animazione basati sulla serie. Tutti e tre hanno una durata di circa 40 minuti e sono inediti in Italia.
| Nº | Titolo italiano (traduzione letterale) Giapponese 「Kanji」 - Rōmaji | Distribuzione  | Distribuzione |
| Nº | Titolo italiano (traduzione letterale) Giapponese 「Kanji」 - Rōmaji | Giapponese     |               |
| 1  | Great Adventure 「グレート アドベンチャー」 - Gurēto Adobenchā | 20 luglio 1991 |               |
| 1  | Nonno Brass racconta a Dai la storia della guerra tra il prode Aban e Hadler avvenuta anni prima. |                |               |
| 2  | Discepolo di Avan 「アバンの使徒」 - Aban no shito | 7 marzo 1992   |               |
| 2  | Dai, Pop e Maam devono affrontare un seguace del mago Zaboeira. Questo episodio si colloca dopo la battaglia di Romos e prima di quella di Papunica. |                |               |
| 3  | La rinascita dei sei comandanti 「新生６大将軍」 - Shinsei rokudai shoguo | 11 luglio 1992 |               |
| 3  | I protagonisti sono alle prese con un nuovo temibile nemico: Galvass. Egli fa rinascere i suoi sei generali d'armata che hanno gli stessi titoli di quelli di Hadler, con cui è in aperta rivalità. Il suo scopo infatti è quello di usurpargli il titolo di comandante supremo dell'esercito demoniaco e sostituire i sei generali del rivale con i suoi, e per riuscirci cerca di eliminare Dai e i suoi compagni prima di lui. Temporalmente questo episodio si inserisce tra la battaglia all'isola Barsy e la partenza di Maam. |                |               |

### Videogiochi
Dai doveva apparire originariamente nel videogioco J-Stars Victory Vs, tuttavia l'idea fu scartata nella versione finale.
Dai compare come personaggio giocabile all'interno del videogioco crossover Jump Force.
Al Jump Festa 2020 è stato annunciato un videogioco basato sulla serie.
Un videogioco arcade intitolato Dragon Quest: Dai no Daibōken - Xross Blade e basato su un sistema di carte collezionabili è uscito nelle sale giochi giapponesi il 22 ottobre 2020.
Un GdR per iOS e Android dal titolo Dragon Quest: The Adventure of Dai - A Hero's Bonds (ドラゴンクエスト ダイの大冒険 -魂の絆-?, Doragon Kuesuto: Dai no daibōken -Tamashī no kizuna-, lett. "Dragon Quest: L'avventura di Dai -Legame delle anime-") è stato distribuito in tutto il mondo il 28 settembre 2021.
Un altro titolo, questa volta un action RPG, Infinity Strash: Dragon Quest The Adventure of Dai, è stato pubblicato il 28 settembre 2023 per Nintendo Switch, PlayStation 4, PlayStation 5 e Microsoft Windows.

## Accoglienza
Dai - La grande avventura è una delle serie manga più vendute di tutti i tempi uscite su Weekly Shōnen Jump, con 50 milioni di volumi tankōbon venduti. La serie ha avuto anche una tiratura totale stimata di circa 2 miliardi di copie nella rivista Weekly Shōnen Jump tra il 1989 e il 1996.
Retrospettivamente, la rivista Famitsū ha classificato Maam e Leona rispettivamente all'ottavo e al nono posto tra le eroine più famose degli anime degli anni '90.
Antonello "Kirito" Bello di Everyeye.it ha recensito il primo episodio dell'anime del 2020, affermando che questo rappresenti una precisa e rassicurante dichiarazione di intenti: a sua detta il rifacimento è molto fedele al manga originale, ma dei piccoli e opportuni ritocchi apportati all'intreccio e alla sceneggiatura lo fanno apparire più "snello" e moderno, come appunto un'opera contemporanea.
Nel sondaggio Manga Sōsenkyo 2021 indetto da TV Asahi, 150 000 persone hanno votato la loro top 100 delle serie manga e Dai - La grande avventura si è classificata al 30º posto.